# Denèvre
Denèvre é uma comuna francesa na região administrativa de Borgonha-Franco-Condado, no departamento de Alto Sona. Estende-se por uma área de 5,85 km². Em 2010 a comuna tinha 164 habitantes (densidade: 28 hab./km²).